# Yasin Malik
Yasin Malik (urdú: یاسین ملک)  (Maisuma, 3 d'abril de 1966) és un polític caixmiri, que lidera el Front d'Alliberament de Caixmir de Jammu.
És líder separatista caixmir i antic militant que defensa la independència de Caixmir tant de l'Índia com del Pakistan. És el president del Front d'Alliberament de Jammu i Caixmir, que originalment va encapçalar la militància armada a la vall del Caixmir. Malik va renunciar a la violència en 1994 i va adoptar mètodes pacífics per a arribar a una solució del conflicte del Caixmir. El maig de 2022, Malik es va declarar culpable dels càrrecs de conspiració criminal i de fer la guerra contra l'Estat, i va ser condemnat a cadena perpètua.

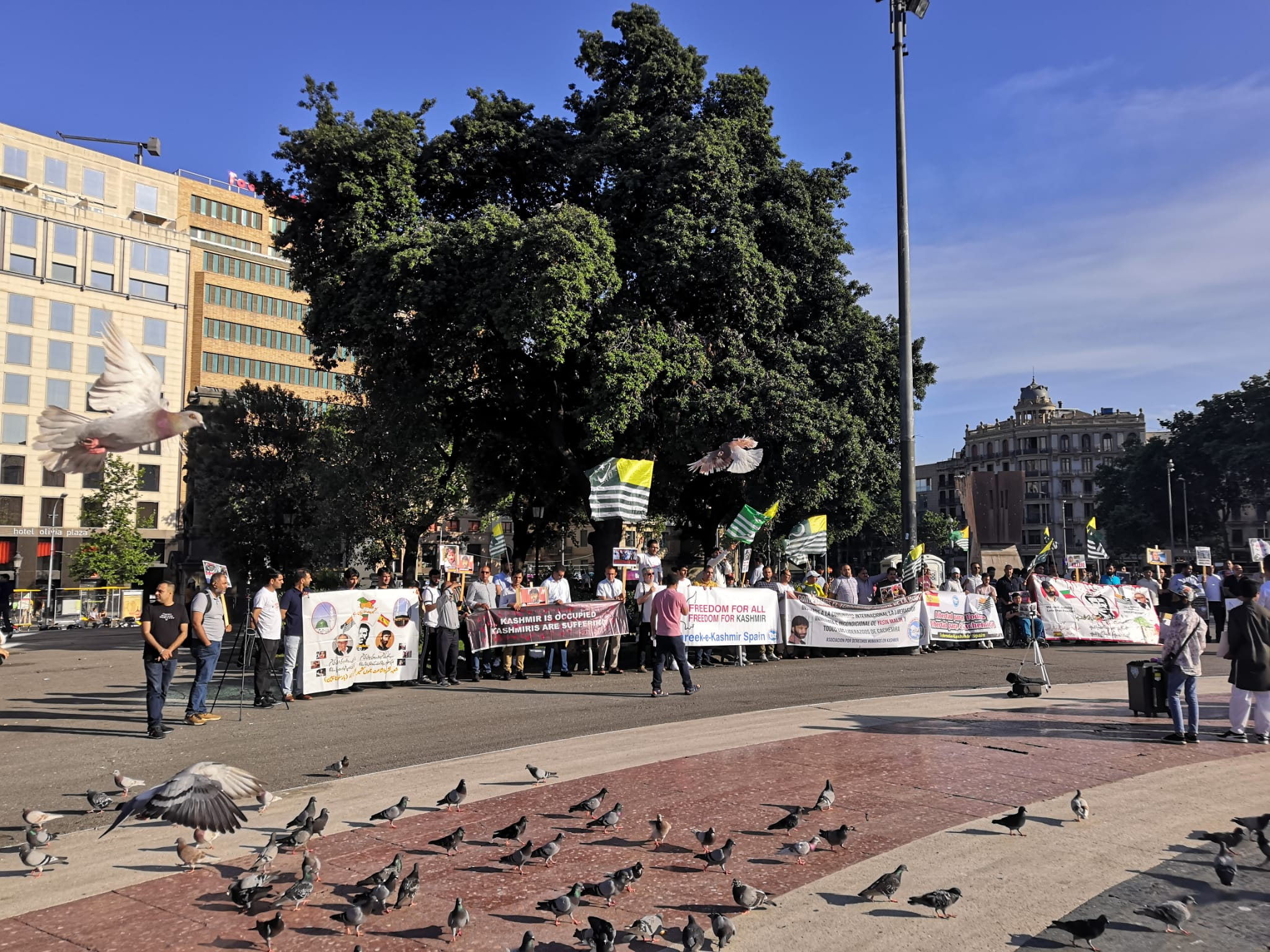
Protesta a favor de l'alliberament del Yasin Malik a la plaça de Catalunya, Barcelona en el 29 de maig del 2022.